# Robert Sankowski

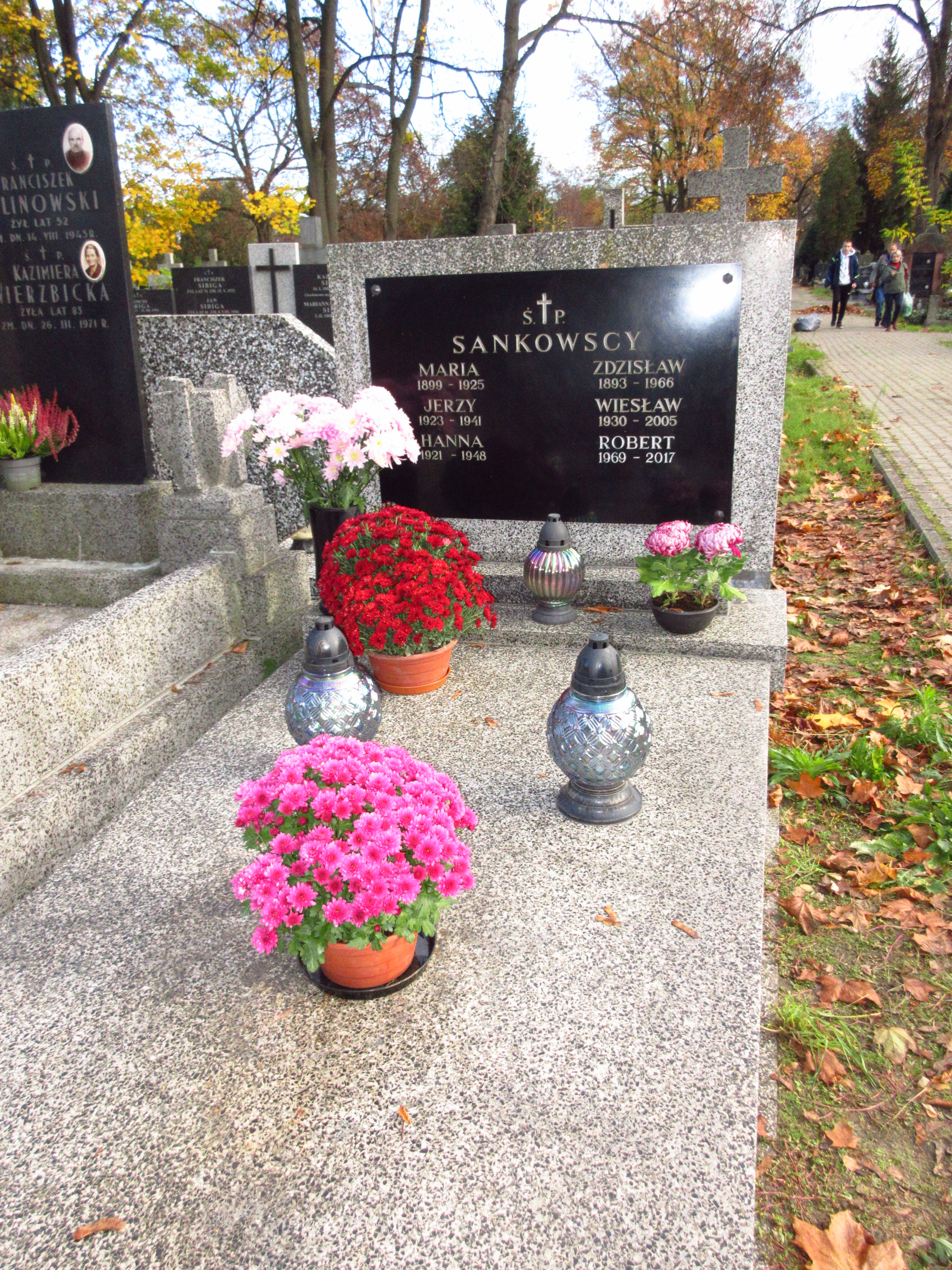
Grób Roberta Sankowskiego na cmentarzu Bródnowskim w Warszawie

Robert Ireneusz Sankowski (ur. 23 maja 1969 w Warszawie, zm. 7 sierpnia 2017 tamże) – polski dziennikarz muzyczny.

## Życiorys
Syn Alicji i Wiesława. Wychował się w Warszawie, gdzie uczęszczał do katolickiego męskiego liceum św. Augustyna. Ukończył studia polonistyczne na Uniwersytecie Warszawskim. Bezpośrednio po studiach rozpoczął tamże pracę na stanowisku adiunkta, wykładając antropologię kultury.
Pracował w miesięczniku „Tylko Rock” od momentu jego założenia w 1991, potem w piśmie „Bravo”, a od 2002 w „Gazecie Wyborczej”. Specjalizował się w muzyce rockowej i metalowej, pozostając otwartym jednak na szerokie spektrum innych gatunków.
W 2018 Sankowski został patronem plebiscytu „Sanki” na nowe twarze sceny muzycznej organizowanego przez „Gazetę Wyborczą”.
Zmarł na chorobę nowotworową. Został pochowany na cmentarzu Bródnowskim w Warszawie (kwatera 40B-6-1).

## Życie prywatne
Był związany z Karoliną. 